# Pedaria antoinei
Pedaria antoinei är en skalbaggsart som beskrevs av Josso och Prévost 2009. Pedaria antoinei ingår i släktet Pedaria och familjen bladhorningar. Inga underarter finns listade i Catalogue of Life.